# Bloodsport
Bloodsport (på svenska också ibland under titeln Utmaningen) är en långfilm från 1988 med Jean-Claude Van Damme i huvudrollen. 
En kultrulle inom martial arts-genren bland annat för att den visar upp en stor variation av kampsportsstilar som bland annat Kung Fu, Jeet Kune Do och Muay Thai.

## Handling
Den amerikanska militären Frank W. Dux (Jean Claude Van Damme), som tränat Ninjutsu under den japanske mästaren, Senzo Tanaka (Roy Chiao). För att hedra sin mentor åker Dux till Hongkong för att medverka i Kumite - en hemlig, illegal (och emellanåt dödlig) kampsportsturnering med fullkontakt, till vilken några av världens bästa kampsportsutövare blir inbjudna vart femte år.

## Skådespelare i urval
- Jean-Claude Van Damme: Frank Dux
- Donald Gibb: Ray Jackson
- Ken Siu: Victor
- Bolo Yeung: Chong Li
- Leah Ayres: Janice Kent
- Roy Chiao: Senzo Tanaka
- Lily Leung: Mrs. Tanaka
- Norman Burton: Helmer
- Forest Whitaker: Rawlins